# Callistomys pictus
Callistomys pictus is een zoogdier uit de familie van de stekelratten (Echimyidae). De wetenschappelijke naam van de soort werd voor het eerst geldig gepubliceerd door Pictet in 1841.

## Voorkomen
De soort komt voor in Brazilië.